# Volkswagen Taos
O Volkswagen Taos é um SUV crossover do segmento C ("médio" no Brasil) produzido pela fabricante de automóveis alemã Volkswagen. Foi lançado pela primeira vez em outubro de 2018 como Volkswagen Tharu na China, enquanto o Taos foi lançado em outubro de 2020 como uma versão reestilizada do Tharu para a América do Norte, América do Sul e Rússia. O veículo está a um patamar abaixo do Tiguan, e na América do Sul e China acima do T-Cross.

## Nome
O Taos recebeu o nome de uma pequena cidade no Novo México para homenagear seu ex-residente John Muir, que escreveu um livro de reparos e um manual dedicado aos modelos anteriores da Volkswagen. O nome Tharu é derivado do povo homônimo Tharu, um grupo étnico indígena do Nepal e do norte da Índia.

## Visão geral
O Taos/Tharu é baseado na plataforma MQB A1, com sua plataforma intimamente relacionada e várias chapas de metal compartilhadas com o SEAT Ateca, Škoda Karoq e o Jetta VS5. Conhecido como 'Projeto Tarek' durante o desenvolvimento, o Taos/Tharu é considerado o primeiro produto VW desenvolvido na China e vendido fora da China. O chefe de vendas da marca Volkswagen, Jürgen Stackmann, disse que o projeto "passou de um projeto regional para um projeto global". As vendas anuais globais para o veículo foram projetadas em 400.000 unidades.

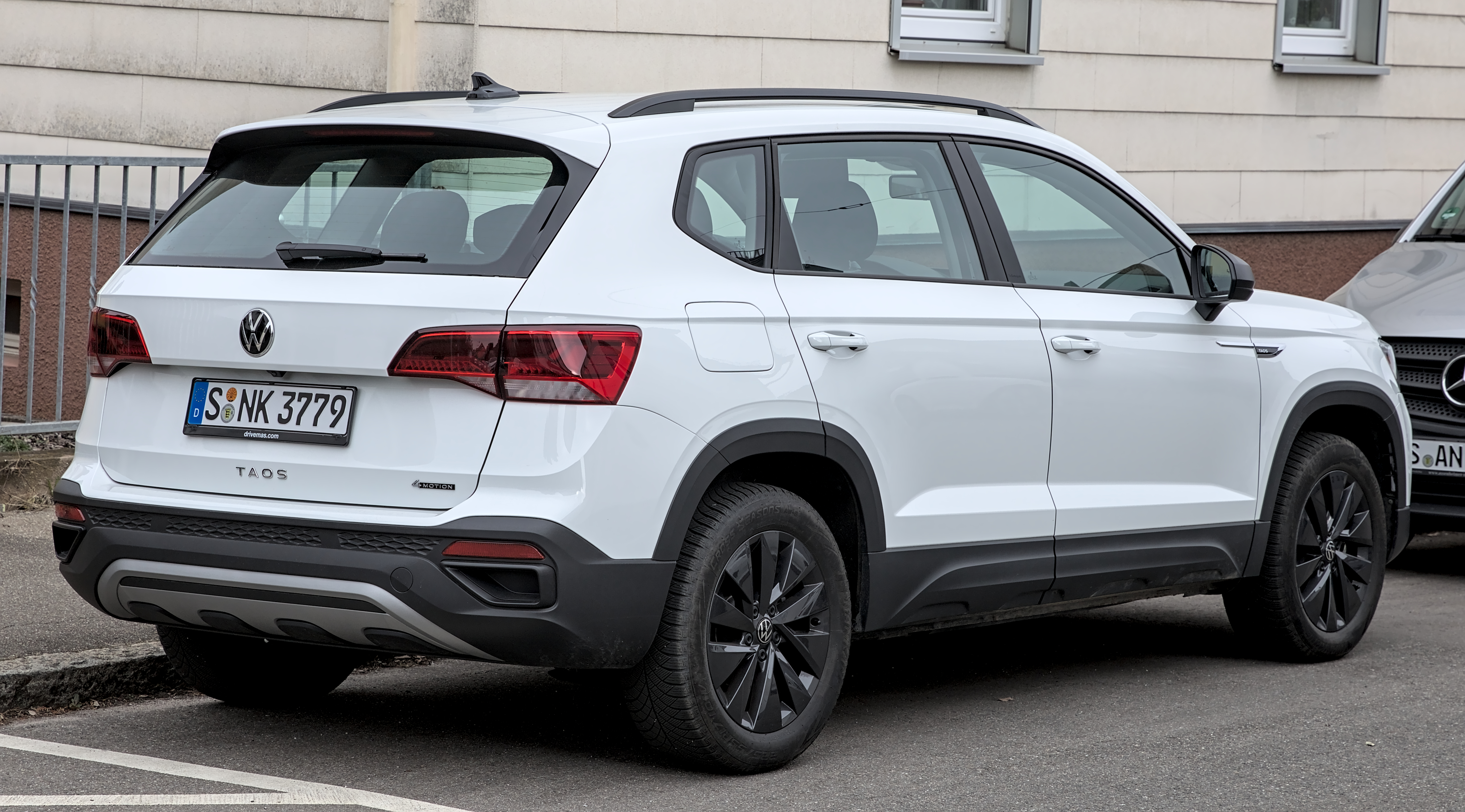
Vista traseira

## Mercados

### América do Norte
O Taos estreou no mercado da América do Norte em 13 de outubro de 2020 para o ano modelo 2022. É a quinta adição à família de SUVs da Volkswagen nos últimos quatro anos. O Taos de fabricação mexicana fica logo abaixo do Tiguan, que está disponível apenas em uma versão de longa distância entre eixos no mercado da América do Norte, enquanto atua como um substituto indireto para o Golf descontinuado.
O Taos para o mercado dos EUA e Canadá é equipado com um motor a gasolina turboalimentado de 1,5 litro e quatro cilindros conhecido como TSI Evo, emprestado dos modelos europeus da VW. O motor tem 160 PS e 25 kg⋅m (249 N⋅m) a 1.750 rpm. Os modelos com tração dianteira apresentam uma transmissão automática de 8 velocidades, enquanto a tração integral 4Motion é acoplada a uma transmissão DSG de 7 velocidades.
O sistema Digital Cockpit da Volkswagen é padrão em todos os acabamentos, substituindo os mostradores do painel de instrumentos físicos por um display reconfigurável de 12,3 polegadas. O Taos pode funcionar como um hotspot Wi-Fi e está disponível com um carregador sem fio. Todos, exceto o modelo básico, apresentam uma tela sensível ao toque de 8,0 polegadas e o mais recente software de infoentretenimento MIB3. A Volkswagen vende o Taos nos acabamentos S, SE e SEL.
O Taos para o mercado mexicano é equipado com um motor a gasolina turboalimentado de 1,4 litro e quatro cilindros da família de motores Volkswagen EA211 TSI, emparelhado com uma transmissão automática de 6 velocidades. O motor 1.4 TSI produz 150 cv e 25,5 kg⋅m (250 N⋅m) de torque. No México, o Taos está disponível nos acabamentos Trendline, Comfortline e Highline. Todos os acabamentos estão disponíveis apenas na configuração de transmissão FWD.

### América do Sul
Lançado em 13 de outubro de 2020, o veículo é vendido como Taos com um estilo idêntico ao Taos da América do Norte. Para esse mercado, o veículo é produzido na fábrica de General Pacheco, na Argentina. Ocupa um segmento entre o T-Cross e o Tiguan. É o primeiro SUV do segmento C fabricado na Argentina. Em vez do motor TSI Evo, o Taos de fabricação argentina é movido por um motor a gasolina TSI de 1,4 litros e 4 cilindros produzindo 152 cv e 25,5 kg⋅m (250 N⋅m) que é proveniente da fábrica de motores de São Carlos no Brasil e é flex. O motor é acoplado a uma transmissão automática de 6 velocidades.
A partir de 2022, a versão argentina contém 20% de peças de fabricação local. 70% de sua produção é exportada.

### Rússia
O Taos do mercado russo foi anunciado em 4 de março de 2021. Ele é montado em Nijni Novgorod pela GAZ ao lado do similar Škoda Karoq. Como resultado, o Taos para o mercado russo usa um painel traseiro e chassi idênticos do Karoq, tornando-o mais curto em comprimento e distância entre eixos em comparação com o Taos do mercado das Américas e o Tharu do mercado chinês, e exigindo a instalação de um painel de porta traseira, lanternas traseiras e para-choque traseiro diferentes.
As opções de motor disponíveis são 1,6 litro MPI produzindo 112 PS e 1,4 litro TSI produzindo 152 PS. O motor básico vem com uma transmissão manual de 5 velocidades ou automática de 6 velocidades e tração dianteira, enquanto o TSI é acoplado a uma automática de 8 velocidades para a versão FWD ou uma transmissão DSG de 7 velocidades com 4Motion AWD. A gama incluirá os níveis de acabamento Respect, Status e Exclusive.

### China (Tharu)
O Tharu foi apresentado como um modelo quase de produção chamado de "Powerful Family SUV" em março de 2018. Construído pela SAIC Volkswagen, o veículo ficou disponível na China no final de outubro de 2018. O veículo é montado em três locais, incluindo a Região Autônoma Uigur de Xinjiang, na cidade de Ürümqi.
Ele é oferecido com várias opções de trem de força, incluindo uma versão elétrica chamada e-Tharu. O modelo básico do Tharu tem um eixo de torção, as versões mais altas têm uma suspensão multilink.
A Volkswagen cooperou com o fabricante de fones de ouvido Beats Electronics para incorporar o sistema de áudio Beats no veículo.
O Tharu, fabricado na China, foi lançado no mercado filipino em 29 de setembro de 2023. Ele está disponível nos níveis de acabamento SE e SEL.

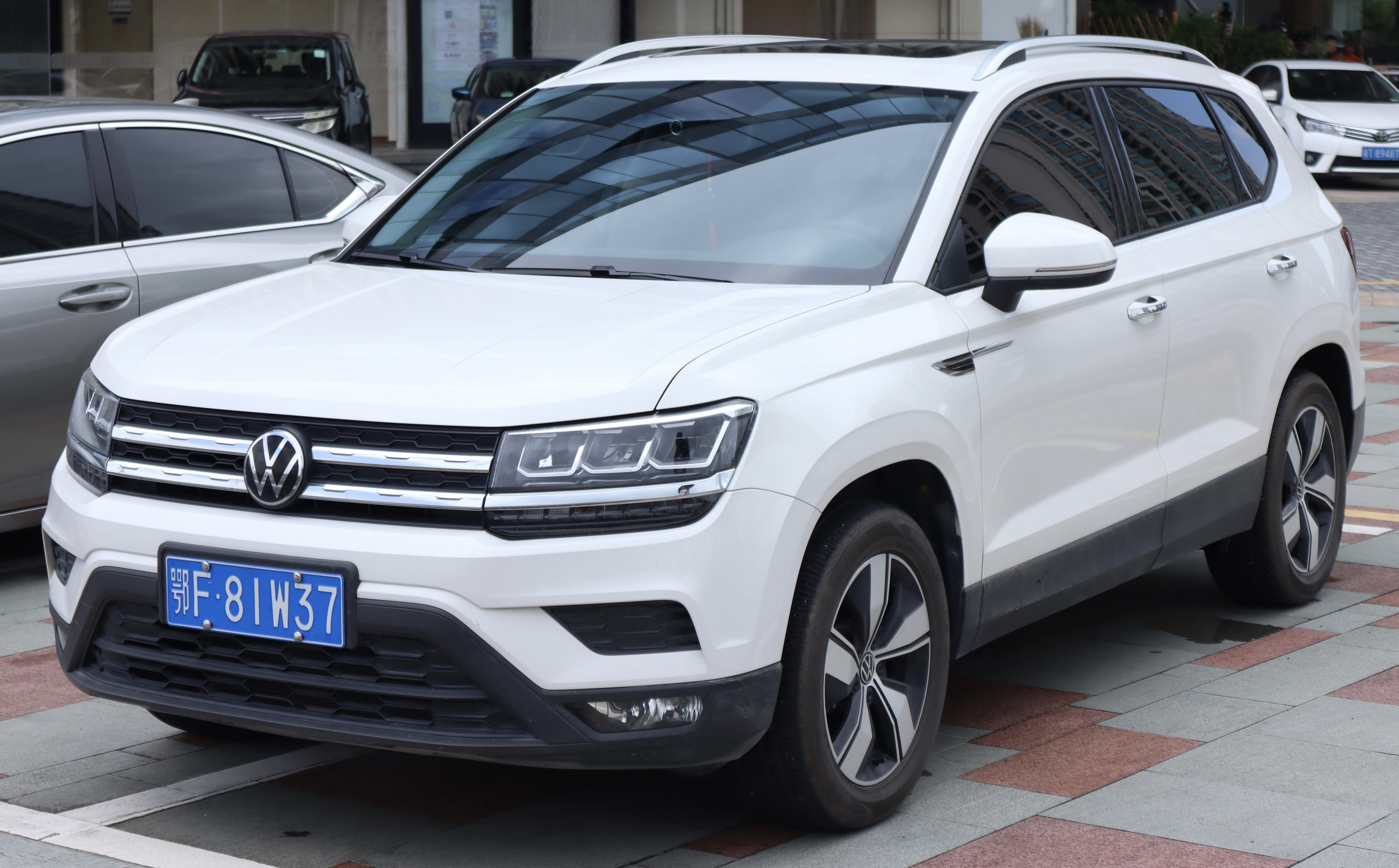
Volkswagen Tharu 2020 (China)
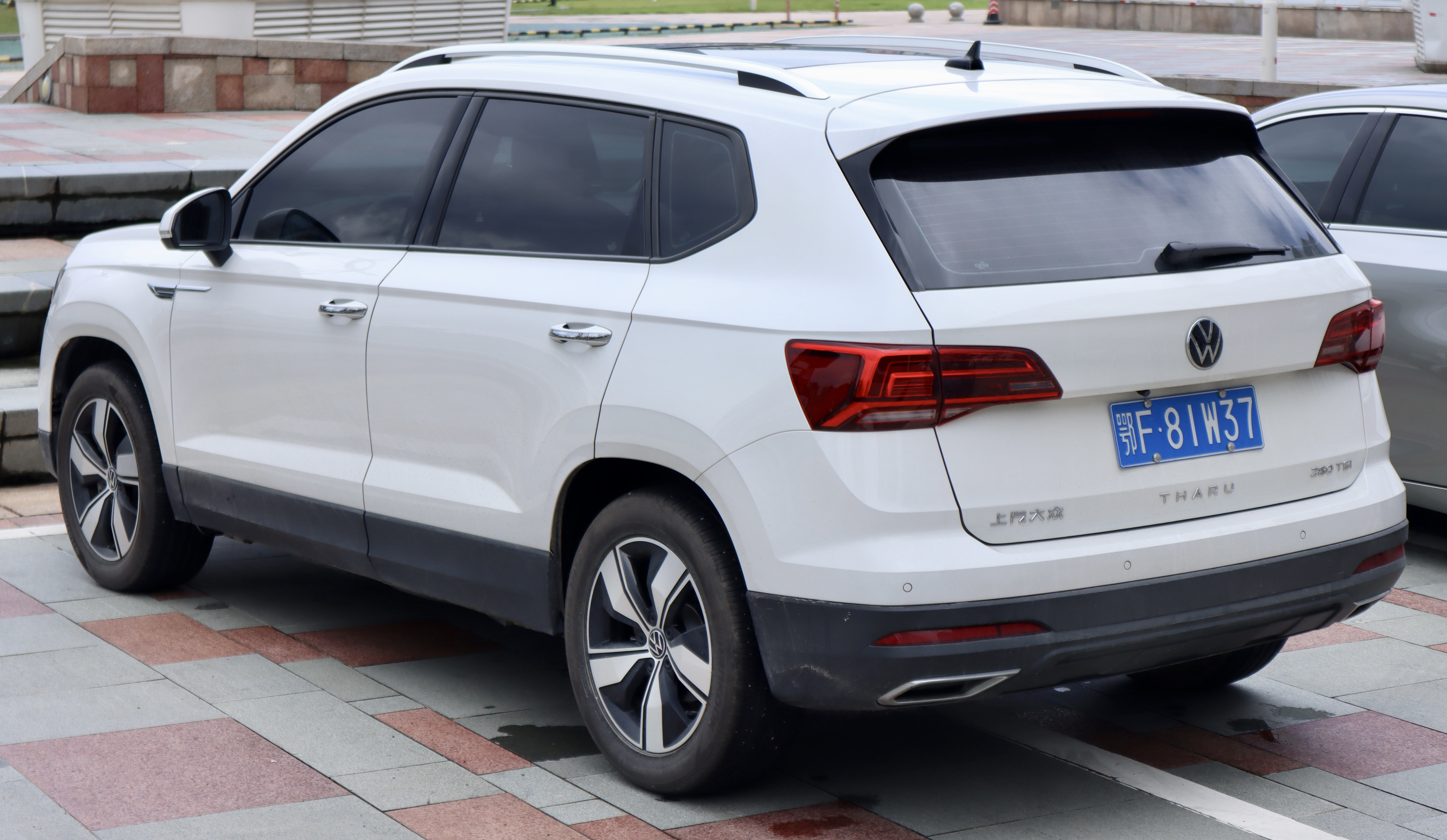
Volkswagen Tharu 2020 (China)
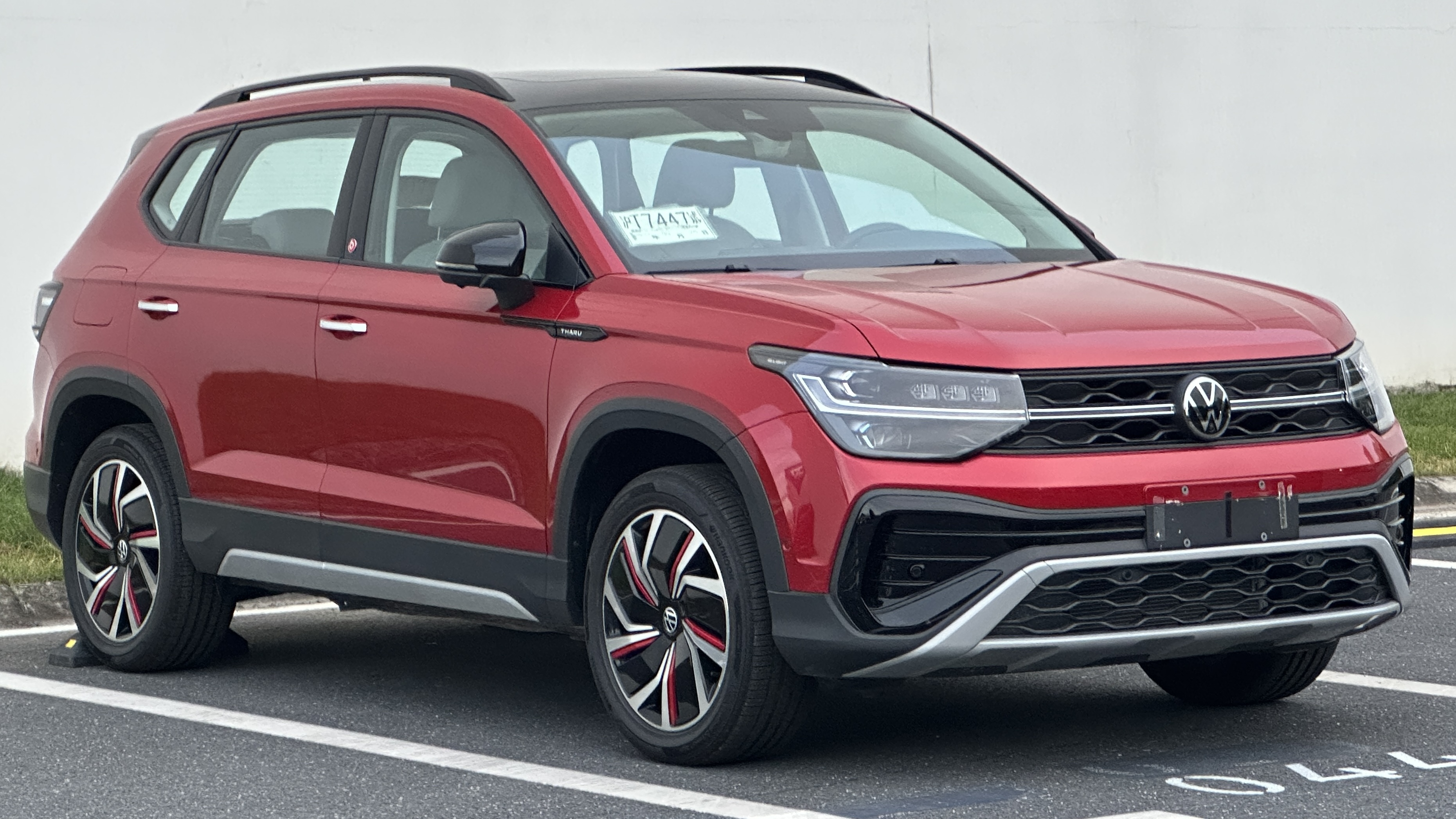
Volkswagen Tharu facelift 2023 (China)
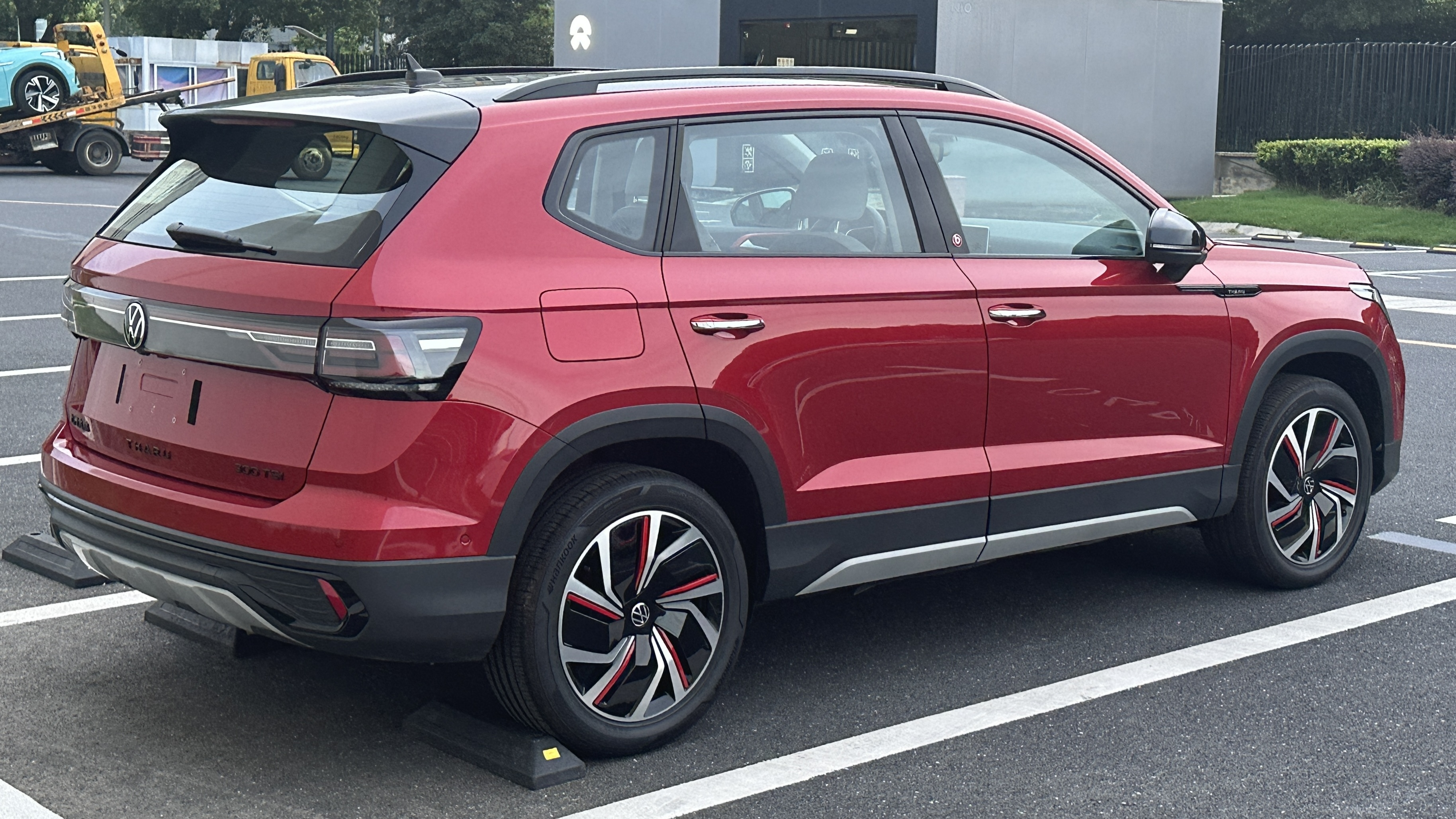
Volkswagen Tharu facelift 2023 (China)

#### e-Tharu
A versão elétrica do Tharu foi lançada em novembro de 2020. Ele é equipado com um motor elétrico que produz 136 cv e 290 N⋅m de torque. O veículo é alimentado por uma bateria de 44,1 kWh com autonomia de 315 km (NEDC). Conduzido a uma velocidade constante de 60 km/h, o e-Tharu é capaz de viajar 415 km entre cargas.

## Vendas
| Ano  | China   | EUA    | México | Brasil | Argentina |
| ---- | ------- | ------ | ------ | ------ | --------- |
| 2018 | 24.873  |        |        |        |           |
| 2019 | 138.235 |        |        |        |           |
| 2020 | 146.926 |        |        |        |           |
| 2021 | 125.717 | 31.682 | 9.567  | 7.732  | 2.583     |
| 2022 | 120.561 | 59.103 | 7.031  | 11.225 | 8.449     |
| 2023 | 99.628  | 58.890 | 18.972 | 15.990 | 11.451    |